# Mycoplasma pulmonis
Mycoplasma pulmonis (лат.) — вид бактерий рода Mycoplasma. Является возбудителем инфекционных заболеваний у крыс (чаще старых).

## Синонимы
В синонимику вида включают следующие названия:
- Asterococcus pulmonis (Sabin 1941) Prévot 1961
- Murimyces pulmonis Sabin 1941
- Musculomyces histotropicus Sabin 1941
- Mycoplasma histotropicus (Sabin 1941) Tully 1965
- Mycoplasma mergenhagen Grace et al. 1965

## Симптомы заболевания
Заболевание сопровождается появлением на теле животного пузырей и нарывов, у самок возможно появление инфекции матки. Внешние признаки заболевания: частое чиханье, хрипы, потеря аппетита, взъерошенная шерсть, значительные выделения порфирина (вещества, напоминающее кровь) на носу или в уголках глаз. На поздних этапах развивающаяся пневмония может привести к проблемам с дыханием; на половых органах появляются кровянистые выделения.
Усугубляющими факторами являются пары аммиака и сигаретный дым в клетке, дефицит витаминов А и Е.